# Lengyel mozdonyok és motorvonatok listája

PKP InterCity EIP (Express InterCity Premium) Krakkóban, 2019-ben. Alstom ED250.

Ez a lista a Lengyelországban közlekedő mozdonyok és motorvonatok áttekintő listája, mely elsősorban a Lengyel Államvasutak (lengyelül: Polskie Koleje Państwowe SA, rövidítve: PKP SA) gördülő állományát összesíti. A lista több helyen tartalmazza az egykor a PKP SA által üzemeltetett, de ma már különböző szállítmányozási cégek, magánvasutak által üzemeltetett típusokat is.
A lista olvasásakor fontos figyelembe venni, hogy a Lengyel Államvasutak személyszállításért felelős leányvállalata a PKP Intercity, országos gyorsvonati, és nemzetközi forgalmat bonyolít le - EuroNight (EN), EuroCity (EC), Express InterCity (EIC), Express InterCity Premium (EIP), InterCity (IC), illetve az un. "TLK" kategória (lengyelül: Twoje Linie Kolejowe, magyarul: Az Ön Vasútvonala), mely olcsóbb az InterCity kategóriánál, de a szolgáltatás színvonala alacsonyabb és a vonat sebessége kisebb. A Lengyel Államvasutak teherszállításért felelős leányvállalata a PKP Cargo.
Lengyelországban a helyközi és regionális személyvonatokat nem a PKP Intercity üzemelteti, ezt a feladatot regionális szolgáltatók látják el. Néhány példa, Poznań térségében a Koleje Wielkopolskie, Varsó térségében a Koleje Mazowieckie és Sziléziában a  Koleje Śląskie. Ezen szolgáltatok gördülőállományát a lista jelenleg nem tartalmazza.

## Gőzmozdonyok

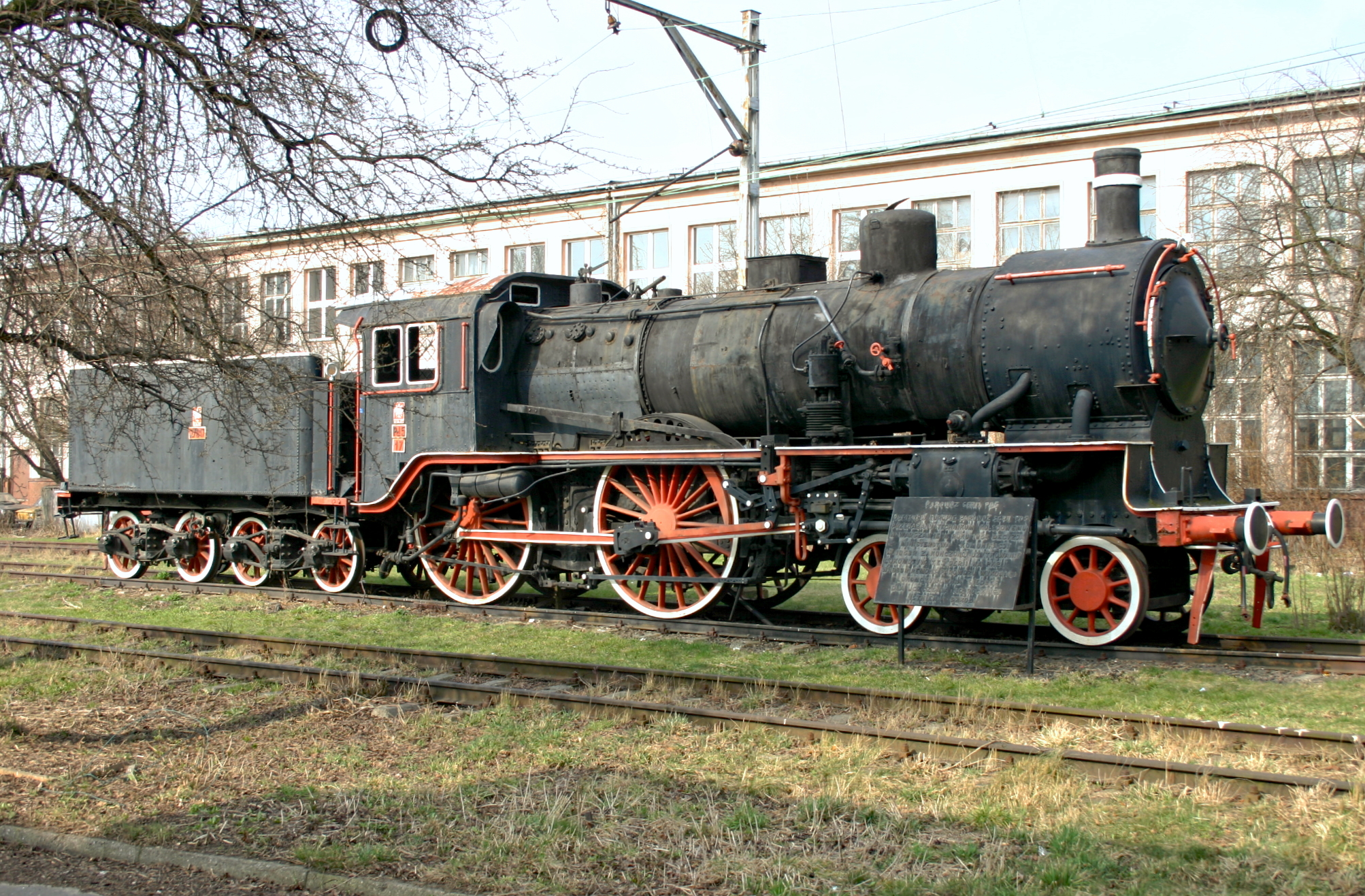
PKP pd5

- Las47
- PKP 88ö
- PKP Oc12
- PKP Od12
- PKP Oc13
- PKP Od14
- PKP Ok1
- PKP Ok22
- PKP Ok112
- PKP OKm11
- PKP Ol103
- PKP Ol11
- PKP Ol12
- PKP Pd12
- PKP Pd13
- PKP Pd14
- PKP Pf12
- PKP Pn11
- PKP Pn12
- PKP Pt31
- PKP Px48
- PKP Th103
- PKP Th20
- PKP Th24
- PKP Ti11
- PKP Ti12
- PKP Ti16
- PKP TKbb
- PKP TKh12
- PKP TKh14
- PKP Tp15
- PKP Tp17
- PKP Tp3
- PKP Tr11
- PKP Tr12
- PKP Tr201
- PKP Tr203
- PKP Tw1
- PKP Tw11
- PKP Ty2
- PKP Ty42

## Dízel mozdonyok

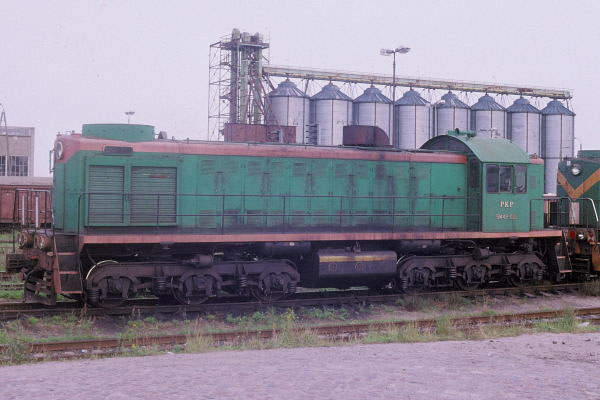
PKP SM48

- PKP SM03
- PKP SM04
- PKP SM30
- PKP SM31
- PKP SM40
- PKP SM41
- PKP SM42
- PKP SM48
- PKP SP32
- PKP SP42
- PKP SP45
- PKP SP47
- PKP ST43
- PKP ST44
- PKP SU42
- PKP SU45
- PKP SU46

## Villamos mozdonyok

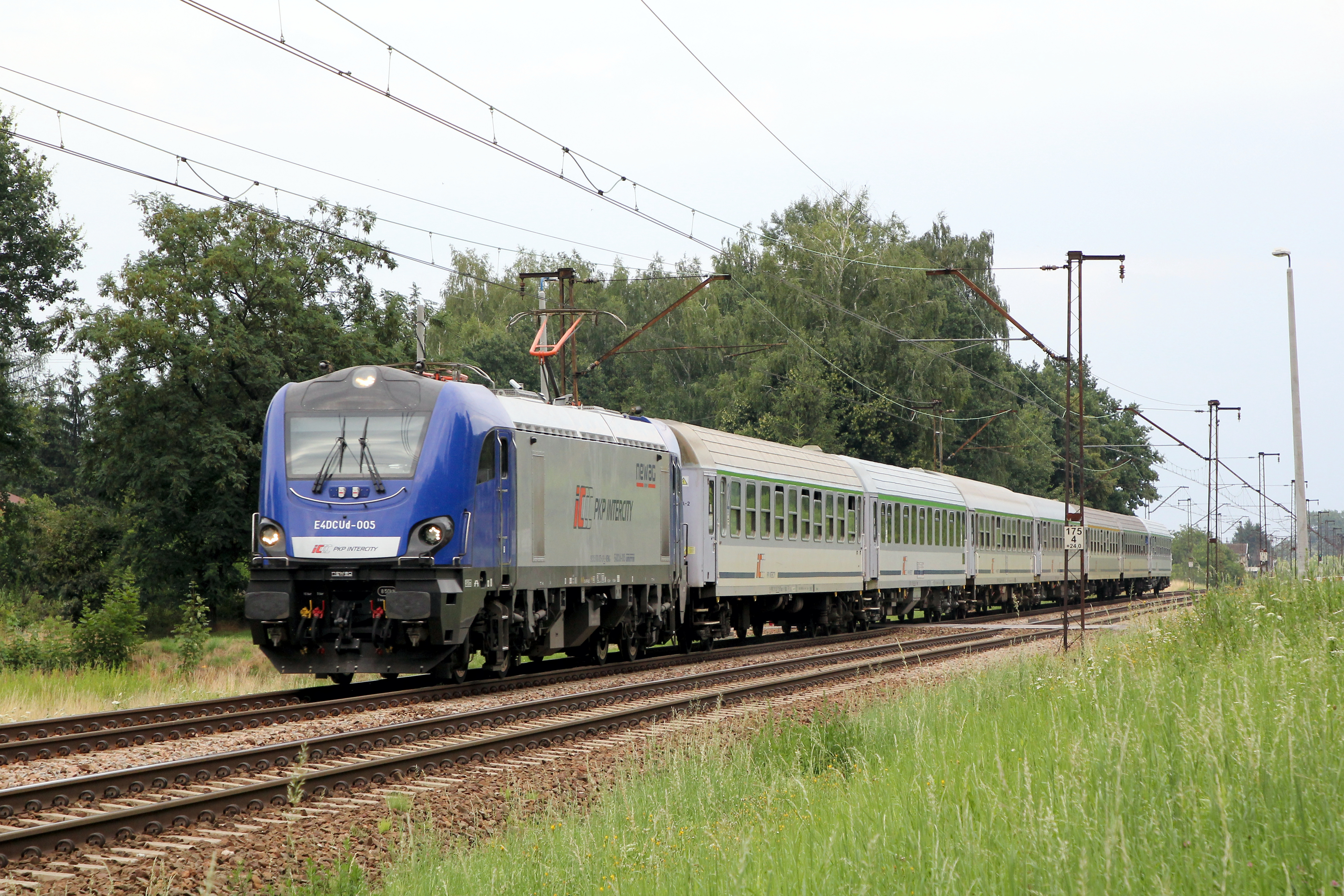
PKP InterCity E4DCUd-005 Ryszard Rusak felvétele.

Ez a kategória a Lengyel Államvasutak (lengyelül: Polskie Koleje Państwowe SA, rövidítve: PKP SA) által jelenleg vagy korábban üzemeltetett villamos mozdonyokat tartalmazza.
Korábbi típusok:

| Sorozat  | Gyártó                    | Beszerzés éve | Darabszám | Forgalomból kivonva |
| -------- | ------------------------- | ------------- | --------- | ------------------- |
| PKP EM10 | H.Cegielski – Poznań S.A. | 1990-1991     | 4         | 2009                |
| PKP EP02 | Pafawag                   | 1953-1957     | 8         | 1971                |
| PKP EP03 | ASEA                      | 1951          | 8         | 1974                |
| PKP EU04 | LEW Hennigsdorf           | 1954-1955     | 25        | 1983                |
| PKP EU05 | Škoda                     | 1961          | 30        | 1977                |
| PKP EU06 | English Electric          | 1962          | 20        | 2012                |

Jelenlegi típusok:

| Sorozat         | Gyártó           | Beszerzés éve | Beszerzett darabszám | Fénykép | Jelenlegi üzemeltetők |
| --------------- | ---------------- | ------------- | -------------------- | ------- | --- |
| PKP EP05        | ZNTK Gdańsk      | 1973-1977     | 27                   |         | PKP Cargo: 1 PKP Intercity: 1 |
| PKP EP07        | ZNTK             | 1995-2003     | 221                  |         | PKP Intercity: 150 Polregio: 5 |
| PKP EP08        | Pafawag          | 1972-1976     | 15                   |         | PKP Intercity: 9 |
| PKP EP09        | Pafawag          | 1986-1997     | 47                   |         | PKP Intercity: 46 |
| PKP ET21        | Pafawag          | 1957-1971     | 658                  |         | PKP Cargo: 16 Ecco Rail: 5 |
| PKP ET22        | Pafawag          | 1969-1989     | 1195                 |         | PKP Cargo: nincs adat CTL Logistics: 10 Rail Polska: 6 Industrial Division: 8 Pol-Trans Dębica R.Malinowski: 3 Wiskol: 1 Lotos Kolej: 8 |
| PKP ET40        | Škoda            | 1975–1978     | 60                   |         | Industrial Division: 5 PKP Cargo: 1 |
| PKP ET41        | HCP              | 1977-1983     | 200                  |         | PKP Cargo: nincs adat |
| PKP ET42        | NEWZ             | 1978-1982     | 50                   |         | PKP Cargo: 46 |
| PKP EU07        | Pafawag HCP ZNTK | 1965-1994     | 489                  |         | PKP Cargo: 83 PKP Intercity: 84 Logistics & Transport Company: 3                                                                        |
| EU44            | Siemens          | 2008-2010     | 10                   |         | PKP Intercity: 10 |
| EU46 - Vectron  | Siemens          | 2010-től      | 48                   |         | PKP Cargo: 18 PKP Intercity: 5 |
| EU160 - Griffin | Newag Gliwice    | 2012          | 13                   |         | PKP Intercity: 8 (+ 30 db beszerzése folyamatban van) Orlen KolTrans: 4 Lotos Kolej: 2                                                  |

## Motorvonatok

### Villamos motorvonatok

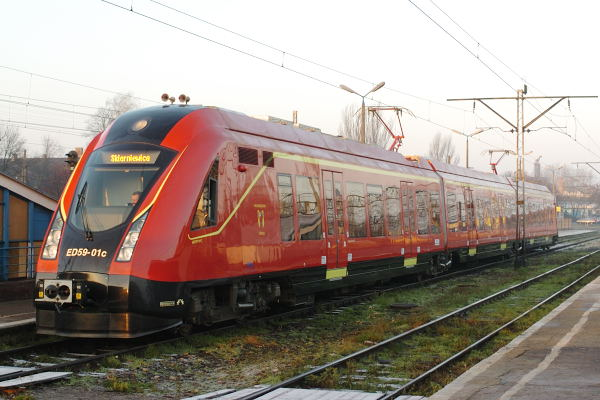
PKP ED59

- PKP ED59
- PKP ED72
- PKP ED73
- PKP ED74
- PKP EN57
- PKP EN61
- PKP EN71
- PKP EW90
- PKP EW91
- PKP EW92
- Stadler FLIRT

### Dízel motorvonatok
- PKP SN61
- PKP SN81
- PKP SA101
- PKP SA102
- PKP SA103
- PKP SA104
- PKP SA105
- PKP SA106
- PKP SA107
- PKP SA108
- PKP SA109
- PKP SA110
- PKP SA131
- PKP SA132
- PKP SA133

## Keskenynyomtávú mozdonyok és motorvonatok

### Gőzmozdonyok
| Sorozat     | Tengelyelrendezés | Gyártó | Üzembe helyezés | Darabszám | Nyomtáv |
| ----------- | ----------------- | ------ | --------------- | --------- | ------- |
| Wp29 (Px29) | D                 | WSABPW | 1929            | 20        | 750 mm  |
| Px48        | D                 | Fablok | 1950–1955       | 111       | 750 mm  |
| Px49        | D                 | Fablok | 1950            | 10        | 750 mm  |

### Dízelmozdonyok
| Sorozat | Tengelyelrendezés | Gyártó         | Üzembe helyezés | Darabszám | Nyomtáv                         |
| ------- | ----------------- | -------------- | --------------- | --------- | ------------------------------- |
| Lxd2    | Bo’Bo’            | FAUR, Rumänien | 1967–1985       | 166       | 750 mm, 785 mm, 1000 mm         |
| Lyd1    | C                 | Fablok, Zastal | 1960–1972       | 191       | 750 mm, 785 mm, 900 mm          |
| Lyd2    | C                 | FAUR, Rumänien | 1977–1982       | 80        | 600 mm, 750 mm, 785 mm, 1000 mm |

### Motorvonatok
| Sorozat | Tengelyelrendezés | Gyártó         | Üzembe helyezés | Darabszám | Nyomtáv         |
| ------- | ----------------- | -------------- | --------------- | --------- | --------------- |
| MBd1    | diverse           | diverse        | 1933–1971       | 19        | 750 mm          |
| MBxd1   | diverse           | diverse        | 1930–1967       |           | 750 mm, 1000 mm |
| MBxd2   | B’2’              | FAUR, Rumänien | 1984–1986       | 20+12     | 750 mm, 1000 mm |